# تفجير ملهى ليلي في برلين الغربية 1986

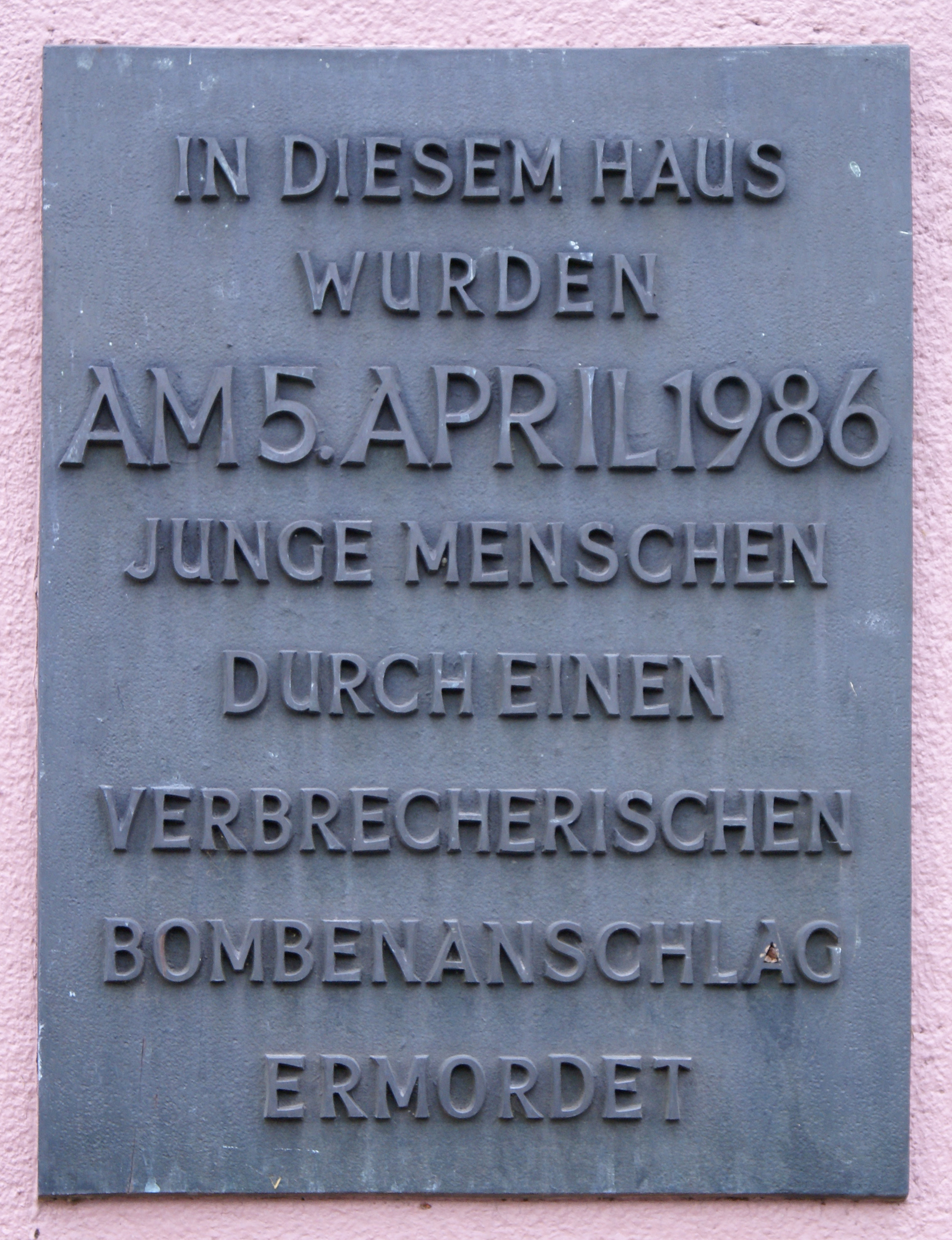
لوحة تذكارية مكتوب عليها: "في الخامس من أبريل عام 1986، تم قتل شباب صغار داخل هذا المبنى بواسطة تفجير إجرامي."

تفجير ملهى ليلي في برلين الغربية 1986 حدث ليلة 5 أبريل عام 1986 انفجرت قنبلة موضوعة تحت طاولة في الملهى الليلي «لابيل» في الجزء الغربي من مدينة برلين وألذي كان تحت سيطرة ألمانيا الغربية، قٌتل ثلاثة اشخاص واصيب حوالي 230 بجروح. وكان الملهى الليلي يتردد عليه عادة جنود الولايات المتحدة المارينز، اثنان من القتلى و79 من الجرحى من الجنود الأمريكيين. يعتبر التفجير اسوأ جريمة ارهابية في تاريخ ألمانيا ما بعد الحرب العالمية الثانية.
ووقع الهجوم على الملهى الليلي الذي كان يرتاده عسكريون أميركيون بعد شهر واحد من إغراق الولايات المتحدة زورقي دورية ليبيين في خليج سرت.
القتلى هم: نرمين هاناي وهي امرأة تركية، ورقيب الجيش الأمريكي كينيث ت. فورد. وتوفي رقيب آخر بالجيش الأمريكي جيمس إي غوينس متأثراً بجراحه بعد شهرين. وقد تُرك بعض الضحايا معوقين بشكل دائم بسبب الإصابات الناجمة عن الانفجار.
اتهمت ليبيا من قبل الحكومة الأمريكية وأمر الرئيس الأمريكي رونالد ريغان بضربات انتقامية على طرابلس وبنغازي في ليبيا بعد عشرة أيام من ذلك. وتفيد التقارير أن الضربات الأمريكية قتلت ما بين 15 إلى 30 شخصًا، وأدانت الجمعية العامة للأمم المتحدة ذلك. وقد اعتبرت العملية على نطاق واسع بمثابة محاولة لقتل العقيد معمر القذافي.

## وصلات خارجية
- (صحيفة الشرق الأوسط):برلين : السجن 14 و12 سنة لثلاثة عرب وألمانية بتهمة تفجير ملهى «لابيل»
- (قناة الجزيرة): ألمانيا وليبيا تقتربان من الاتفاق بشأن تعويضات
- (جريدة البيان):برلين تحمل ليبيا مسئولية تفجير ملهى المارينز الليلي